# Бял-Извор (Старозагорская область)
Бял-Извор (болг. Бял извор) — село в Болгарии. Находится в Старозагорской области, входит в общину Опан. Население составляет 359 человек.

## Политическая ситуация
В местном кметстве Бял-Извор, в состав которого входит Бял-Извор, должность кмета (старосты) исполняет Пламен  Бонев Иванов (Болгарская социалистическая партия (БСП)) по результатам выборов.
Кмет (мэр) общины Опан — Минчо Динев Чавдаров (Болгарская социалистическая партия (БСП)) по результатам выборов.